# 第25回インド国際映画祭
第25回インド国際映画祭（だい25かいインドこくさいえいがさい、25th International Film Festival of India）は、1994年1月10日から同月20日まで西ベンガル州カルカッタ（現コルカタ）で開催された。1988年8月の情報・放送省による決定で、コンペティション部門は非開催となっている。この年はモンゴル映画が特集されたほか、フォンス・ラデメーカーズ、イングマール・ベルイマン、グレタ・ガルボの回顧展が開催された。また、長年の映画界での活動を称え、ウタパル・ダット、ヴィジャイ・バット、フェデリコ・フェリーニ、ミケランジェロ・アントニオーニの表彰が行われ、1992年に死去したサタジット・レイに弔意が捧げられた。

## 非コンペティション部門
- 世界の映画部門
- インド・パノラマ部門（長編映画）
- インド・パノラマ部門（非長編映画）
- インド・パノラマ部門（メインストリーム映画）